# Erysimum elbrusense
Erysimum elbrusense är en korsblommig växtart som beskrevs av Pierre Edmond Boissier. Erysimum elbrusense ingår i släktet kårlar, och familjen korsblommiga växter. Inga underarter finns listade i Catalogue of Life.